# عبد الغني عماد
عبد الغني عماد كاتب وباحث وأستاذ جامعي لبناني، وخبير في شؤون الحركات الإسلامية ويُعد من أهم الباحثين وعلماء الاجتماع العرب على مدى عقدين، مواليد طرابلس – لبنان، أستاذ العلوم الاجتماعية في الجامعة اللبنانية.

## المناصب
- أستاذ العلوم الاجتماعية في الجامعة اللبنانية
- أستاذ الدراسات العليا في جامعة الجنان
- عضو اتحاد الكتاب اللبنانيين
- رئيس المركز الثقافي للدراسات والأبحاث والتوثيق
- باحث في الدراسات الإسلامية المعاصرة[1][3]

## مؤلفاته
صدر له العديد من الدراسات والأبحاث ونشرت في العديد من المجلات ومراكز البحث العلمية ودور النشر العربية ومنها:
- منهجية البحث في علم الاجتماع: الاشكاليات، التقنيات، المقاربات، دار الطليعة للطباعة والنشر 2007
- حاكمية الله وسلطان الفقيه، قراءة في خطاب الحركات الإسلامية المعاصرة، دار الطليعة، بيروت 1997، والطبعة المزيدة والمنفحة 2005
- ثقافة العنف في سوسيولوجيا السياسية الصهيونية دار الطليعة 2001
- صناعة الإرهاب في البحث عن موطن العنف الحقيقي دار النقاش بيروت 2003
- عبد الآخر, صورة العدو في العقل السياسي الأمريكي دار الإنشاء لبنان 2004
- الحركات الإسلامية في لبنان إشكالية الدين والسياسة في مجتمع متنوع دار الطليعة بيروت 2006
- فلسفة الإرهاب وإيديولوجيا العنف من اليهودية إلى الصهيونية، مجلة الفكر العربي بيروت، العدد 96 السنة العشرون 1999
- المقاومة والإرهاب في الإطار الدولي مجلة المستقبل العربي بيروت العدد 275 – 2003
- السلفية وإشكالية الآخر بين المفاصلة والمفاضلة مجلة المستقبل العربي العدد 224 شباط 2/2006
- الغرب في منظور المسلمين بحث ضمن كتاب عن أعمال المؤتمر السنوي التاسع لمركز الإمام موسى الصدر للأبحاث والدراسات، المنعقد في قصر الأونيسكو في بيروت في 2 و 3/12/2004 تحت عنوان موقع الحرية في الإصلاح والتجد[1][3]